# لاكلان فرازير مكينتوش
لاكلان فرازير مكينتوش هو سياسي كندي، ولد في 30 يوليو 1897، وتوفي في 17 مارس 1962. انتخب عضو المجلس التشريعي من ساسكاتشوان.